# Chèo bẻo
Chèo bẻo hay chèo bẻo đen, tên khoa học Dicrurus macrocercus, là một loài chim trong họ Dicruridae.

## Hình ảnh

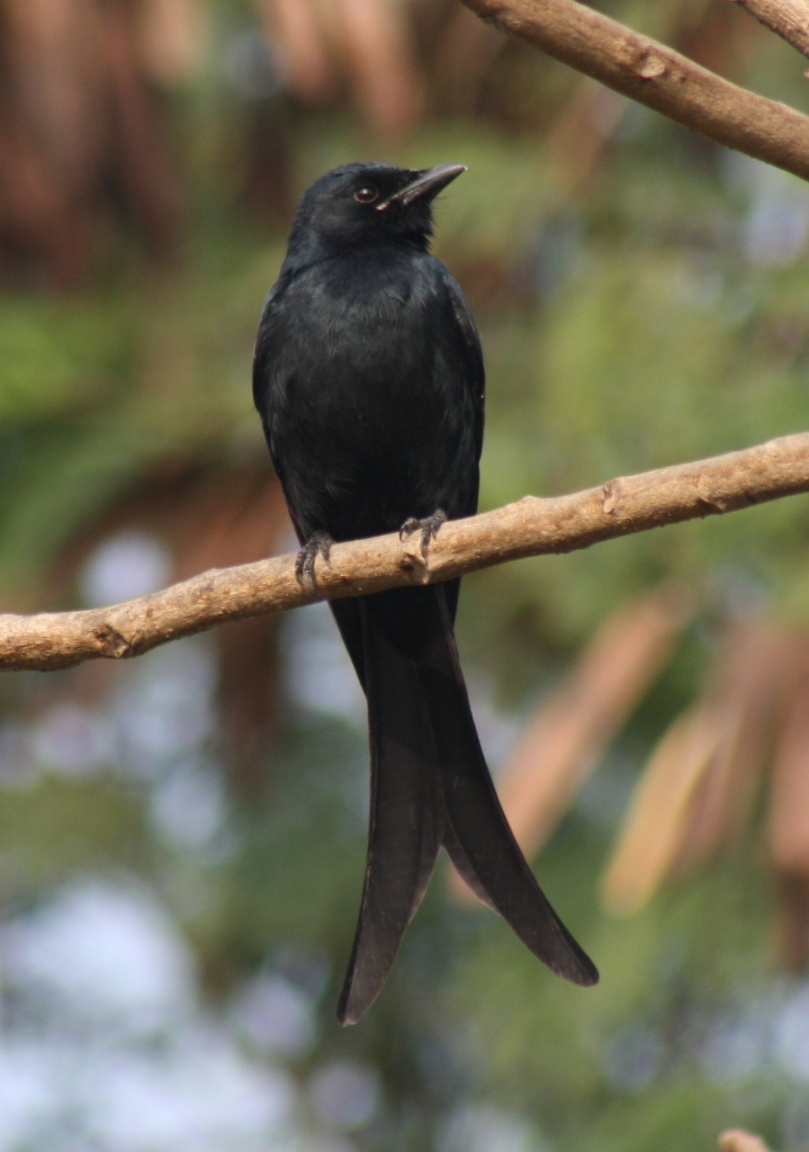
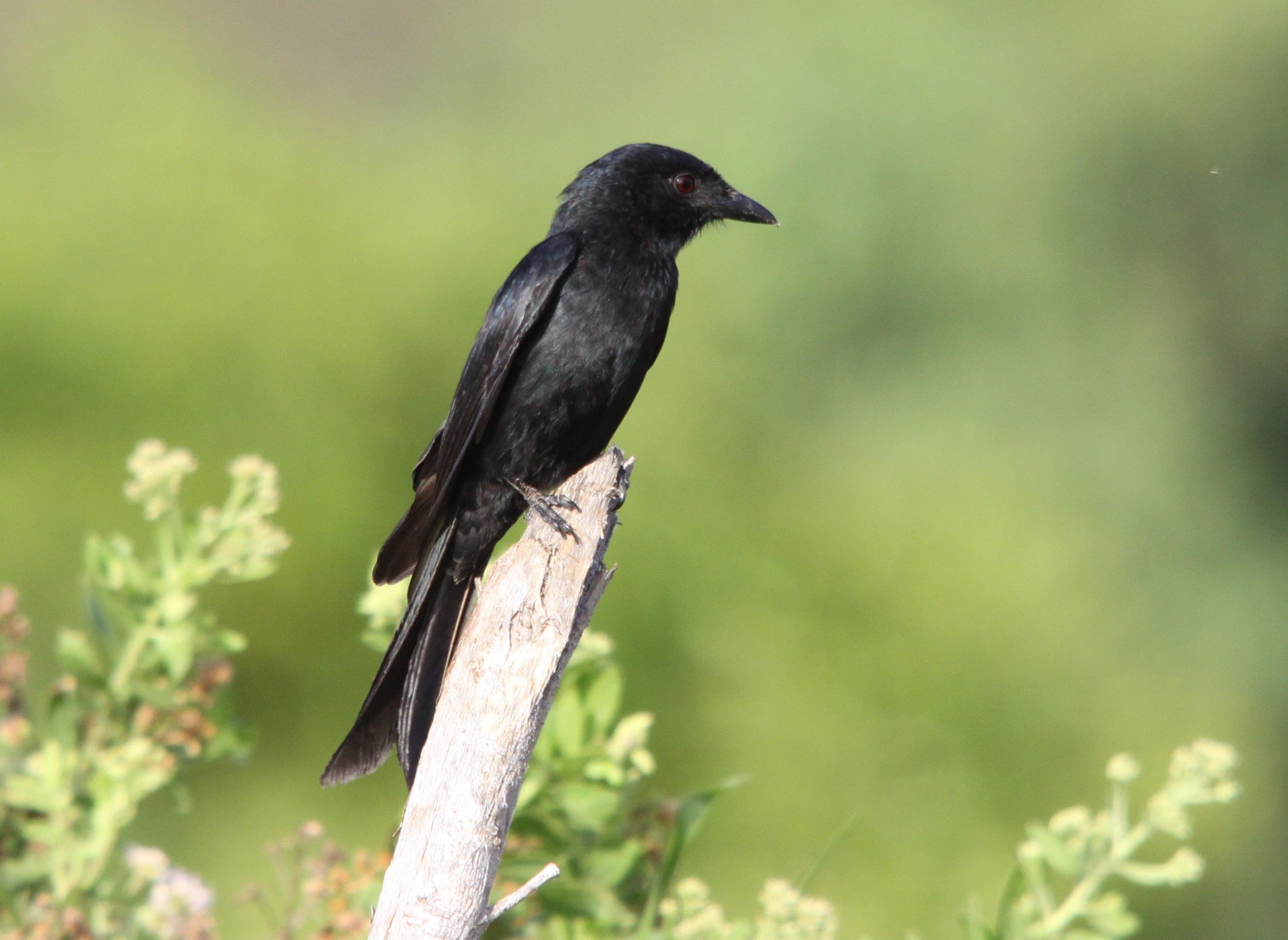
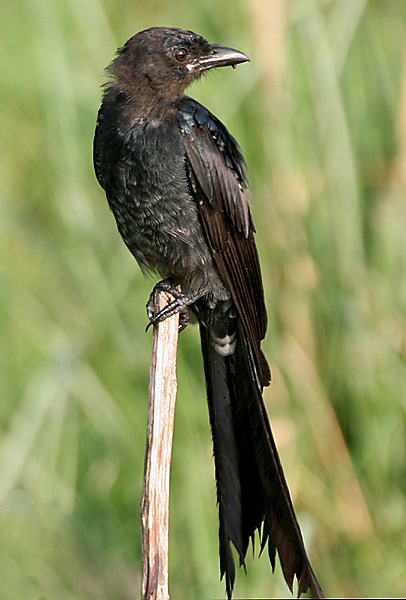